# 카타리나 갈후버
카타리나 갈후버(독일어: Katharina Gallhuber, 1997년 6월 16일~)는 오스트리아의 알파인 스키 선수이다. 2018년 동계 올림픽에서 단체전 은메달과 여자 활강 동메달을 획득했다.

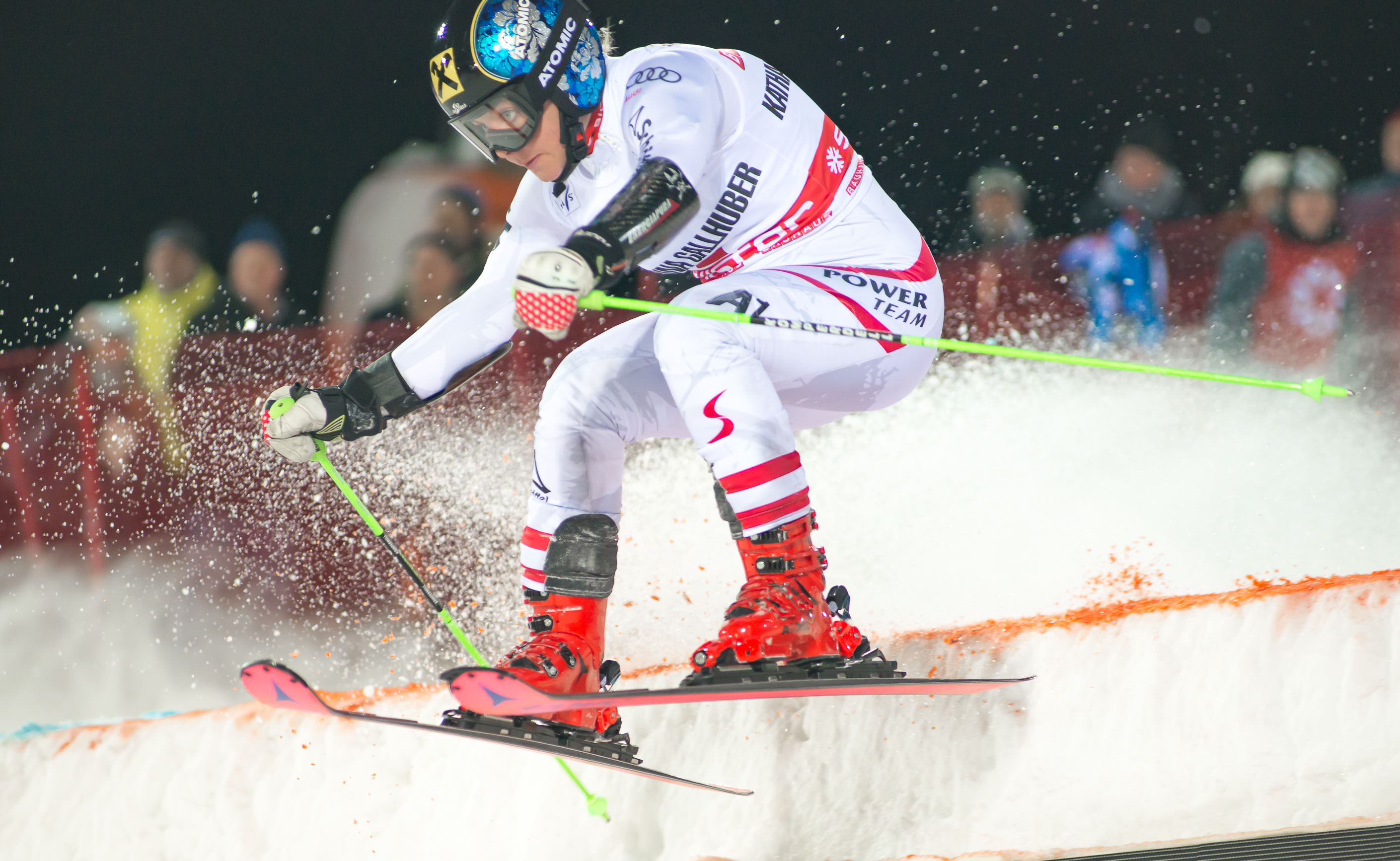
경기 중인 갈후버(2018년)